# 天は赤い河のほとり
『天は赤い河のほとり』（そらはあかいかわのほとり）は、篠原千絵による日本の漫画作品。
タイトルの「赤い河」とはクズルウルマク川を指す。

## 概要
小学館『少女コミック』誌上にて1995年3号から2002年3・4号、7号、11〜13号まで連載。単行本全28巻、文庫版全16巻。第46回小学館漫画賞少女部門受賞。2019年3月時点で電子版を含めた累計発行部数は2000万部を記録している。
海外旅行に行ける余裕が出来た篠原はテレビ番組でイランに興味を持ち旅行を計画するが、イラン・イラク戦争により入国出来なかったことから行き先をトルコに変更、ツアーで訪れたハットゥシャ（作中ではハットゥサ）の風景に感銘を受け、「このシーンが描きたい」という思いからヒッタイトを舞台とした漫画の構想が始まった。実際に最終話の最後のコマは現代のハットゥシャの風景が描かれているが、より自身のイメージに近づけるため、雑誌連載、コミック、文庫版では都度描き直されている。資料収集やヒッタイト研究者である大村幸弘の資料を読み込むなど8年がかりで準備を進める中、皇帝から独立した権力である皇妃（タワナアンナ）の存在を知り、先住民であるハッティ人の少女が、製鉄技術と共にヒッタイト王国へ嫁ぎ、タワナアンナを目指すというプロットを作成した。これに編集者から「主人公を現代人にしたタイムスリップ物」という変更が提案された。篠原は編集から出されたこのアイデアを容れることになるのだが、後に「主人公が現代に戻れるか否か」というサスペンス要素も加わることにもなったために良かったと述懐している。実在の人物・国家も数多く登場し、モデルとして作中の創作エピソードにも影響を与えている。
最終巻の後に出されたムック『天は赤い河のほとりファンブック』にて、若干のエピローグが追加されている。また、ルルル文庫より作者の執筆による外伝小説が2007年5月から刊行されている。
『Sho-Comi』創刊50周年の記念企画の一環で、2018年3月から同年6月に、宝塚歌劇宙組にて舞台化されることが2017年8月22日に発表された。舞台公演に合わせて、カイルの弟ザナンザがユーリと共にエジプト王妃のもとに婿入りする旅路の新作エピソード「天は赤い河のほとり〜書簡〜」が『Sho-Comi』2018年6号に掲載された。また、本編の試し読みを収録した小冊子が付録としてついており、篠原による連載中のこぼれ話、Sho-Comi作家からのメッセージも掲載されている。
2022年には大村幸弘と対談を纏めた本が山川出版社から出版された。

## あらすじ
第一志望の高校に合格したばかりの中学生・鈴木夕梨（ユーリ）は、ボーイフレンドの氷室聡との仲もいい雰囲気となり、暖かい家族に囲まれて幸せな毎日を送っていた。そんな矢先、楽しいデートの最中に突然現れた両手によって、水溜りの中に引き込まれる。両手から逃れて水中から顔を出したユーリが目にしたのは、紀元前14世紀のヒッタイト帝国の首都ハットゥサだった。
ユーリを召喚したのは、国内で絶大な権力を持つ皇妃ナキアだった。訳も分からぬままナキアの私兵から逃げ惑うユーリを自分の側室と偽って助けたのは、その血筋・有能さから皇位継承の最有力候補として、ナキアに最も邪険にされていた第3皇子カイルだった。自身の息子である第6皇子ジュダに皇位を継がせたいナキアが、邪魔な兄皇子達を呪い殺す生贄としてユーリを呼び寄せたことを知ったカイルは、そのままユーリを自らの宮に匿うようになる。
ユーリが日本へ戻るには、3つの条件"高位の神官の魔力"、"暁の明星（イシュタル）の登る「水の季節」に、国内7つの泉が満ちる時"、"ユーリが着て来た服"を揃えなくてはいけない。一刻も早く日本に戻りたい一心から罠と知りつつもカイルの使用人ティトを伴ってナキアの宮に忍び込んだユーリは服は取り戻すが、ティトを犠牲にしてしまう。結局、漸く日本に還る儀式に臨んだユーリだったが、ティトの仇討ちを誓って翌年の泉の満ちる"水の季節"まで帰還を見送ってしまう。
身の安全のため、片時も離れずカイルにつき従えるようにと行動するうちにユーリはその才覚で大きな戦功を挙げる戦いの女神"イシュタル"としてヒッタイト国民に広く認知されるようになってゆく。それと共にカイルとユーリも互いに強く惹かれ合ってゆくが、ユーリがやがて帰還することを思うと気持ちを交わすことを躊躇い、ユーリはカイルの即位をイシュタルとして支えるようになる。
数々の困難を乗り越え、やがてヒッタイト皇帝（タバルナ）ムルシリ2世として即位したカイルだったが、ナキアが"元老院（バンクス）"と共に皇帝から独立した権限を持つ"皇妃（タワナアンナ）"であるため、度重なる妨害を受けても容易に反撃が出来ない。ナキアは腹心の神官ウルヒを使ってさまざまな謀略でユーリ達を狙い、カイルの異母弟である第4皇子ザナンザやユーリの忠臣となった女官ウルスラを毒牙に掛け、国を脅かし続けた。その上、エジプトの名将ラムセスもユーリを妻にと狙うようになる。
そんな中、"ユーリが現れた泉"を埋めてしまうというナキアの策略で帰路を絶たれそうになったユーリは、それを阻止せんと自ら命の危機に立ったカイルの救出と日本の家族との間で決断を迫られ、ヒッタイトで生きていくことを決意。漸く2人は結ばれる。そんなユーリを遂にカイルは正妃にすると表明。しかし、ナキアの手回しによりユーリは立后の条件として帝国最高位の軍人"近衛長官（ガル・メシェディ）"の任務を与えられ、エジプトとの最前線に駆り出される。その最中、懐妊したユーリだったがウルヒの陰謀で海に投げ出されてしまい、追って来た三隊長の一人であるルサファの機転でエジプトのラムセスを頼るが流産し、生死の境を彷徨う。なんとか健康を回復したユーリだったが、ナキアとエジプト王太后―ネフェルティティの共謀を知り、ラムセスとの偽装結婚やエジプトの内乱誘発を経て前線に復帰。見事エジプトとヒッタイトの講和を成立させ、ナキアの外患誘致の証拠を手に帰国する。
ナキアの廃位は決定し、ユーリのタワナアンナ立后を待つばかりと思われたが、軟禁先からナキアが逃亡。ウルヒが捨て身で残した"ユーリが着て来た服"を使い、ナキアはユーリを古代世界から排除しようと暗躍を始めていた。ユーリとカイルに、最後の試練が訪れようとしていた。

## 登場人物
実在の人物や地名。国名には内部リンクしているので、史実に基づく詳細は該当項を参照。ただし、本作中のエピソードの多くは創作であるため、作中における設定と、実際の史実とは相違点も多い。

### 主人公
ユーリ・イシュタル / 鈴木 夕梨（すずき ゆうり）
声 - 高山みなみ
現代日本の普通の中学3年生の15歳（宝塚歌劇団版では諸事情により高校生になっている）。ヒッタイト帝国の主神テシュプより遣わされた戦いの女神（イシュタル）として名を馳せるようになる、カイルの側室。
まっすぐな性格で、言い出したら聞かない。色恋には鈍感。体育は得意だが、歴史は苦手。それを活かし、カイルの足手まといにならないようにと始めた鍛錬により、剣術や馬術にも優れるようになる。持ち前の強い正義感と運動神経の良さ、現代人らしい感覚により、非道は見過ごさないながらも身分に拘らない公平さと朗らかさで、民衆や兵士達の支持・忠義は厚い。カイルの理想を理解し、その知略を間近で学んだことで、戦場では犠牲を極力出さない戦略で、数多くの戦果を挙げるようになる。
ナキアにより呪いの形代としてヒッタイトへと召喚される。当初はナキアから助けるための、カイルの咄嗟のでまかせであり、あくまで名目上の側室だったが、数々の功績を残してイシュタルと崇められ、またカイルとさまざまな困難に立ち向かう内、公私ともに掛け替えのないパートナーとなる。しかし日本への思慕をなかなか断ち切れず、いつかは帰還するという思いから、せめて帰るまでは愛するカイルに報いたいと、イシュタルを演じることに専念するつもりでいた。
セミショートの髪はくせっ毛で膨らんでおり、細身で小柄。容姿に自信がなく、動き易さを重視した普段着はティトのお古など、古代の少年のものである軽装ばかりで、女性扱いされないこともしばしば。側室よりイシュタルとしての自分に重きを置いているのもあり、着飾った姿の評判は良いにも関わらず、公式の場に女性的に着飾って出向くのは稀。タロスから授かった鉄製の短剣と、アリンナの市長（ハザンヌ）より贈られた黒馬―アスランを愛用。黒太子から譲られた黒玻璃（ガラス）の額飾りを長くチョーカーにしており、トレードマークでもあった。
後に身分差や第一子の流産（宝塚歌劇団版ではカットされている）、ナキアとの対決などを乗り越えてカイルと結婚し、ヒッタイトの“皇妃（タワナアンナ）”となる。さらに外伝ではカイルの唯一の妃として、3男1女をもうける（詳細は外伝の項目参照）。しかしその容姿は産後も、側室としてカイルの側に上がった時から一向に衰えなかったとされ、カイル崩御の前年に亡くなったと語られている。

### ヒッタイト帝国
主神テシュプを始め、太陽女神（ヘパト）や風の神エンリルを祀る大神殿と“7つの泉”が散らばるハットゥサを首都とする新興国。シュッピルリウマ1世の功績により、オリエント内で急速に勢力を伸ばしつつある。

#### 皇族
カイル・ムルシリ / ムルシリ2世
声 - 井上和彦
シュッピルリウマ1世の第3皇子。
母はシュッピルリウマ1世の2番目の皇妃ヒンティ（声 - 沙倉ゆみ）。母譲りの風を操る魔力があり、高位の神官位も持つ。武勇・知性・容色に優れた才色兼備で側近にも恵まれ、周囲の人望も厚く、兄皇子2人のそれぞれの事情から、ヒッタイト国の次期皇位継承者としては最有力候補。本人もその自覚が強く、戦いのない平和な治世（ラムセス曰く「平和主義のクセに戦上手」）というビジョンやなかなか正妃も側室も定めず、側近も信頼出来るごく少数の者しか置かない、寝所でも必ず身近に剣を置くという警戒心の強い生活を送る。ユーリと出会う以前は派手な関係を繰り広げ、元老院議長の娘ギュゼル、父の姪セルトをはじめ、後の側室候補達の中にも交際歴のある数人が登場する。が、親兄弟の皇位継承争いやナキアの横暴を目にして来た経歴から、その回避には側室を持たず、共に国を治めるに相応しい器量を持つきちんとした女性1人だけを正妃に迎えて愛し抜くべきという明確な考えがあり、それに足る女性を探し続けて来た。
ユーリを成り行きで側室とし、ナキアから守ろうと行動を共にする内、深く愛するようになる。更に探し求めていた皇妃としての資質をユーリが開花させてゆくのを目にし、自らの理想と愛情の両面からユーリを欲する心と、当初交わした日本へ還すという約束から「決して手に入らない娘」と自制する心との間で、長く苦悩し続けることになる。ユーリが残ると決めてからは、正妃として立后させることをはっきりと示した。それだけに、ユーリの度重なる誘拐には、その都度激情的な行動を見せている。ラムセスとは犬猿の仲だが、実力は認めており、決着を付けることにはかなりの拘りを見せた。
さまざまな困難を打ち破ってユーリと結婚、3男1女をもうける。その後も側室を持たず、生涯ユーリ1人を愛し続けた。30年に渡る理想的な治世の後、ユーリの他界から僅か1年後に後を追うように亡くなる。ヒッタイト帝国の最盛期を築いた名君として、外伝的な物語では綴られている。
ナキア
声 - 山口由里子→渡辺美佐（8のみ）
バビロニア王家出身の、シュッピルリウマ1世の3番目の皇妃。太陽女神の大神官。
ムルシリ1世の侵略で弱体化していたバビロニアをミタンニから護る同盟のため、15歳でヒッタイトに輿入れする。側室としては貴族の娘以下の扱いだったところからヒンティを暗殺して皇妃の座に就き、シュッピルリウマ1世の死後も皇太后として絶対的な権力を持ち続けた。自らの唯一の息子であるジュダの即位に固執し、生贄としてユーリを召喚する。水を操る強い魔力を持ち、人を洗脳する“黒い水”、媚薬のような“バラ色の水”、毒薬など多様な用途を持つ“白い水”や、側室時代からの側近ウルヒ・シャルマを駆使して、長くユーリやカイルを苦しめた。また、妹で黒太子の側室ナディア、兄の現バビロニア王クリガニス2世、弟の王弟トゥルグニラリ（声 - 松本吉朗）、兄王の娘で姪イシン・サウラなど、一族の多くが登場している。
幾度となく帝国に危機をもたらした末、とうとうエジプト戦終結後にその地位を剥奪される。以降はジュダの監視下に置かれ、国政に関与することを禁じられてカルケミシュへの流罪に処された。
ジュダ・ウルヒリンは孫、エイミ・ハクピッサは曾孫にあたる。
ジュダ・ハスパスルピ
声 - 大谷育江
シュッピルリウマ1世の末の第6皇子で、ナキアの息子。
健気な優しい性格の少年。母の思惑とは裏腹に本人には皇位継承の意志は皆無で、兄として慕うカイルの器量を認めて有能な補佐を目指している。肩まで伸びた見事な金髪は現皇家では唯一のもので、ナキアとウルヒの不義の子だと噂され自身でもそうだと思い込んでしまう。
14歳にして、正妃を1人、側室2人を持っていたが、正妃を流行り病で亡くしたため、アルザワの第1王女アレキサンドラを後に正妃に迎え、ジュダ・ウルヒリンをもうける。ナキアの処罰を受けて、皇位継承権を自ら放棄し、母の監視を兼ねたカルケミシュの知事に任命される。
ザナンザ・ハットゥシリ
声 - 緑川光
シュッピルリウマ1世の第4皇子で、カネシュ知事。カイルの異母弟。
ヒンティの侍女を母に持つ、榛色の目をした青年。幼くして母を亡くした後はカイルを始めカイルの側近イル・バーニ、キックリらと共に、ヒンティ前皇妃に育てられた。そのため、母の身分が低く皇位には就けないが、カイルの理想を共有し、最も信頼されている腹心であり、周囲からはカイルの治世下で近衛長官を務めるであろうと目されていたヒッタイト帝国の双璧の1人。ユーリに惹かれ、一時はナキアの“バラ色の水”に操られて迫るが、正気に戻って後は積極的に2人の仲を応援している。エジプト王妃アンケセナーメからの婚儀を受けてエジプトに婿入りする途中、ナキアの謀略による襲撃からユーリを庇って死亡。ユーリによれば、皇子の中では唯一カイルを思い出させる顔立ちをしている様子。
サリ・アルヌワンダ / アルヌワンダ2世
声 - 高瀬右光
ヒッタイト帝国皇太子で、カイルの異母兄。
母はシュッピルリウマ1世の最初の正妃タドゥケパ。心身共に弱く、正妃にも5人の側室にも子がなく、ほどなくしてカイルに皇位を譲るであろうと目されていた。即位後間もなく、ナキアの策略によりウルヒに刺殺され、容疑がユーリに掛けられてしまう。
ロイス・テリピヌ
声 - 鈴木琢磨
シュッピルリウマ1世の第2皇子で、ハレブの知事。カイルの異母兄。
母親の身分が低いため、帝位には就けないとされている黒髪の青年。ウガリットでの長きに渡るエジプト戦では後方支援を務めたが、最終決戦ではマッティワザと共に参戦する。
マリ・ピアシュシュリ
声 - 福山潤
シュッピルリウマ1世の第5皇子で、カイルの異母弟。
ウェーブヘアの青年。知事を務めていたカルケミシュで出産予定となったユーリの身を預かるが、ウガリットからの航路で見失ったことで、エジプト戦に復帰。その最中、ラムセスと斬り結んで戦死。
シュッピルリウマ1世
声 - 玄田哲章
ヒッタイト帝国の皇帝。カイルの父。
タドゥケパ、ヒンティ、ナキアの3人の正妃、側室らとの間に数人の子をもうける。アナトリアの小国に過ぎなかったヒッタイトを帝国にまでのし上げた猛者で、ミタンニ国のトゥシュラッタ王は長年の宿敵。流行り病により崩御（宝塚歌劇団版ではナキアによって毒殺されている）。
ズィダ
シュッピルリウマ1世の弟で、近衛長官。ミタンニ戦の最中、流れ矢に当たって落命している。
ネピス・イルラ
シュッピルリウマ1世の第1皇女で、カイルの異母姉。
地に付く程に長いストレートの黒髪をした、第3神殿の神官。生まれつき盲目で目を開くことはないが、カイルと並ぶほどの高い魔力を持っている。ユーリとカイルの婚儀で、沐浴期間を取り仕切った。
セルト
声 - 前川優子
シュッピルリウマ1世の姪。カイルの元恋人であり、7人の正妃候補の1人。
ストレートの長い黒髪をポニーテールにした美女。ユーリが現れた2年前からカイルの訪れが途絶えたことを嘆き、ナキアの計略で正妃候補として後宮に集められた際、真っ先にカイルの元へアピールにやって来た。そのため、ユーリに何かと突っ掛かっていたが、やがてナキアの“黒い水”に操られ、同じく正妃候補のアクシャムをサソリで毒殺したのを皮切りに、ウーレを絞殺、イシン・サウラを刺殺、サバーハ（声 - 木曽川美和）を撲殺と次々に他の姫達を手に掛けてしまう。犯行発覚後の処罰では、異例の情状酌量でアリンナの神殿への永遠（）のお預け（軟禁処分）となり、ユーリに見送られて旅立つ。

#### カイルの側近
イル・バーニ
声 - 佐山陽規
カイルの乳兄弟で懐刀の、王宮書記官。
ストレートの長髪をポニーテールにした、冷静で知略に長けた人物。代々元老院議長を輩出する貴族出身で、カイルの治世に共感し、命を賭して仕えている。特に政治面には強く、カイルの留守を任されることも多い。武道に関してはからっきしだが、弦楽器や歌唱に長じており、宴席や旅芸人としての潜入時などにその腕を揮っている。ユーリをカイルの傍らにとどめようとわざとウルヒの企みを見過ごすこと2回だが、その内、2回目はハディらのユーリのことだけを思う行動により失敗した。
その後の外伝では、元老院議長を務めている。また息子の書記官アルマダッタ・バーニは“イシュタル文書”を残し、孫アサティルワ・バーニもユーリ・ナプテラ皇女の教師を務めるなど、一族でヒッタイト皇家に仕えた。
キックリ
声 - 関智一
カイルの侍従で、戦時のカイルのチャリオットの御者。
そばかすの浮かぶ顔に糸目で、常に額当てをした青年。幼い時からカイルに仕え、その些細な心の機微も察知し、カイルと共に歩むユーリを見守り続けた。民族としては、父の代からヒッタイトに移り住んだ、本来はフルリ人である。エジプト戦の最中、双子の姉妹女官―リュイとの交際を開始したつもりでいたが、シャラが時折密かに入れ替わっていたため、シャラが妊娠。2人とも娶ることになる。
その後の外伝では馬事総監となり、“キックリ文書”を残している。また、シャラとの間に男の双子ヤズ＆キシュ、さらに女の双子バハル＆ギュズをもうけている。
ハディ
声 - 折笠愛→魏涼子（7、番外編）→福森香織（8のみ）
ハッティ族の族長タロスの娘で、ユーリの女官。ハッティの三姉妹の長女。
カイルのカシュガ族討伐に付いて宗教都市―アリンナにやって来たユーリを、ウルヒにより弟ティト殺害の犯人と思い込み、双子の妹達と共に暗殺を試みる。が、真実を知らされて後は罪を悔い、ティトの死に責任を感じて暗殺を不問に付したユーリに、絶対の忠誠を誓う。以降は得意の剣術や弓術で、ユーリの優秀な護衛も兼ねるようになる。女官時はストレートの髪を垂らし、戦時などはポニーテールにしている。番外編では、未婚の後宮付女官長としてお局扱いの多忙な毎日を送っている模様。
リュイ
声 - 千葉千恵巳→豊嶋真千子（7、番外編）→木曽川美和（8のみ）
ユーリの女官。ハッティの三姉妹の次女。シャラの双子の姉。
ハディ達と共に、ユーリへの刺客から忠臣に転じて後は、献身的な女官兼護衛となる。フワフワのショートカットから服装、好みに至るまで全てがシャラとお揃いで、周囲はもちろん、交際相手であったキックリすら見分けられなかった。エジプト戦後にシャラと共にキックリに娶られ、新居に引っ越している。
外伝では、ヤズ＆キシュとバハル＆ギュズの男女の双子の母になっている。
シャラ
声 - 藤川由紀子→石塚実幸（8のみ）
ユーリの女官。ハッティの三姉妹の三女。リュイの双子の妹。
ハディ達と共に、ユーリへの刺客から忠臣に転じて後は、献身的な女官兼護衛となる。エジプト戦中にリュイとキックリの交際がスタートするが、キックリに双子の区別が付かないことを利用し、内緒で交代で会ううちに妊娠。エジプト戦後にリュイと共にキックリに娶られ、新居に引っ越している。
外伝では、ヤズ＆キシュとバハル＆ギュズの男女の双子の母になっている。
ルサファ
声 - 渋谷茂→高塚正也（8のみ）
カイルの信任厚い三隊長の一人で、弓兵隊隊長。
ユーリへの密かな恋心をナキア達に“黒い水”で利用され、ユーリ誘拐事件に加担させられてしまい、隊長から一兵士に降格。しかしカイルの計らいで弓兵隊を除隊、近衛副長官としてユーリの補佐を任されるが、またもナキア達の策略で“炎夏の秤”に追い込まれてしまう。“炎夏の秤”から無事生還したのがユーリの機転であったことから崇拝を強め、ユーリの出征にも同行していたため、流産の際にはプライドを捨ててラムセスへ助力を請うた。ラムセスの妹ネフェルトから激しく求愛され、徐々に心を開いていくかに見えたが、ナキアの刃からユーリを庇って落命した。周囲からの信頼は、シュバスを始め一兵士に至るまで厚く、ラムセス将軍にもその腕を買われていた。肩まである黒髪に、ユーリに与えられた黒曜石をペンダントとして、肌身離さず身に付けている。
カッシュ
声 - 遊佐浩二→石川英郎（8のみ）
カイルの信任厚い三隊長の一人で、戦車隊隊長。
貧しい貴族の出で、自身を取り立ててくれたカイルには絶対の忠誠を誓っている。生い立ちのよく似たウルスラと愛し合い、婚約。皇帝暗殺容疑で追い詰められたユーリとカイルの為にウルスラが処刑された後、短髪の頭に、形見の遺髪を三つ編みにした額飾りを身に付けるようになる。
ミッタンナムワ
声 - 坂口賢一→竹本英史（8のみ）
カイルの信任厚い三隊長の一人で、歩兵隊隊長。
豪快なバカ力の偉丈夫。カッシュ、ルサファとの信頼関係は絶大。本編ではスキンヘッドだが、元は豊かな巻き毛で『イシュタル文書』の巻末にはその若き日の姿が描かれている。
シュバス
声 - 平川大輔
カイルの第2弓兵隊長。ルサファの副官。
ルサファ降格の際、弓兵隊長に昇格する。ゾラとは入隊以来の親友。肩まである髪を後ろで一纏めにし、常に額当てをしている。
ゾラ
カイルの第2歩兵隊長。ミッタンナムワの副官。
エジプト戦中にウルヒから部隊長への昇進を持ち掛けられ、カイルの身辺情報をナキア側に流してしまう。常にバンダナを帽子として被っている。
ウルスラ
声 - 永島由子
イシュタルを騙った巨乳美女。ユーリに仕える女官になる。
黒い目に黒い巻き毛の美女であったことから、カイルへの不信感を煽ろうとユーリの人気落としを目論んだウルヒに唆され、偽イシュタルとしてカタパの町で市長（ハザンヌ）を騙して贅沢な暮らしをしていた。嘘が露見した折り、お咎めなしとしたユーリに感服して、忠誠を誓う。カッシュと愛し合うが、皇帝暗殺容疑で追い詰められたユーリ救出のため、カイルを出動させようと自ら罪を被り、死刑となった。脱獄を勧めた恋人のカッシュに、形見として遺髪を残す。ウルヒの死後に名誉を回復し、ハットゥサ第4神殿に祀られた。
ティト
声 - 結城比呂
カイルの小姓。ハディ達の弟で、ハッティ族の総領息子。
顔立ちがユーリの妹・詠美によく似た、ショートカットでフワフワの黒髪の少年。ヒッタイトに来て間もないユーリの世話を任されたため、ナキアの“黒い水”に操られてユーリを襲ってしまう。カイルによって我に返ったが、洗脳の証拠がなかったために、表向き側室であるユーリを襲撃したのが王族殺しの重罪とされ、処刑に掛けられてしまう。ユーリの強硬な主張で辛くも命を永らえるが、服の奪還を待ち切れずにナキアの宮へ忍び込んだユーリを逃し、カシュガ族の猛者ズワに殺されてしまう（宝塚歌劇団版ではカイルをかばって処刑されている）。大事に首に付けていた、姉達から贈られたネーム入りの金のチョーカーは、ズワに奪われた（宝塚歌劇団版ではカイルに託されている）。

#### その他
ウルヒ・シャルマ
声 - 鳥海勝美→櫻井孝宏（7〜8）
ナキア腹心の神官。
長く垂らした見事な金髪に碧眼の、北方の王族出身の青年。国滅亡の際に陵辱された後、断種された宦官として13〜14歳の頃にヒッタイトに売られた奴隷で、その後神官となる。泉での禊の最中、当時側室だったナキアと出逢い、肉体的にも地位的にも見返りを求めぬ献身的な愛から、左目を潰されても切り捨てられてもなお、忠実な手足として暗躍する。ナキアの売国などの審議中、アルヌワンダ2世殺害を一存での行動であるとナキアを庇った自白をして自決した後、その骸をハットゥサ城壁外に晒された。
ズワ
声 - 小関一
カシュガ族の猛者で、ナキアに雇われた傭兵。
屈強な禿頭の、見上げるような大男。金銀に目がなく、殺した相手の生皮を剥ぎ、服飾として身に付けるのが趣味。特に子供や、珍しい色の肌には目がない。ティトを殺し、オリエントでは珍しかった象牙色の肌を称えられるユーリの命を狙い、度々襲撃を掛ける。アリンナにて、ユーリに城壁から落とされて敗れる。
アイギル
声 - 岐部公好
元老院議長で、ギュゼルとキルラの父。
皇族出身の妻を持ち、口元に髭を蓄えた禿頭の老人。カイルにもナキアにも傾倒しない中立の立場を取り、その正直さはカイルにも買われている。立太子したカイルに、ギュゼルの産んだ1歳になる男児の父がカイルだと信じ、その存在を報告する。
ギュゼル
声 - 石塚実幸
アイギルの娘で、カイルの昔の恋人の一人。1歳になるカイルの母。
長いウェーブヘアの、おっとりとした女性。母は皇家出身であり、カイル自身も一度は正妃にと考えたほどに控え目で聡明。だが、ナキアにより“黒い水”で操られ、息子カイルの出生を偽ってしまう。実際は、カイルの寵愛が途絶えて嘆くギュゼルを慰めた館に滞在した旅の歌うたいとの間に息子をもうけていた。事件解決後はカイルへの未練も見せず、たびたびユーリを訪れてその身を案じたりしている。アイギルの跡継ぎであるキルラは弟。
タロス
声 - 糸博
アリンナでハッティ族を統べる族長。ハッティの三姉妹とティトの父。
ティトの復讐に燃えるハディ達を静観し、ユーリがイシュタルとの噂の真偽を確かめるべく、ズワに追われて現われたユーリを試す。ユーリに忠誠を誓った後は、製鉄法を献上し、何かと助けになる。

### エジプト
太陽神ラーの化身である王（ファラオ）を頂点に、ナイル河畔のテーベを首都としたオリエントの古豪。しかし繁栄を極めた都は、絶大な権力を誇るネフェルティティの介入を蔑ろに出来ない無力な王や、王族女性と神官達が民人を無視した権力争いに明け暮れているなど、衰退の兆しを見せている。
ウセル・ラムセス / ラムセス1世
声 - 関俊彦→子安武人（8のみ）
オッドアイ（右：金色、左：セピア）で有名な、エジプトの名将。
ネフェルトを始めとした姉妹ばかりな、エジプトでも屈指の名家ラムセス家唯一の男児として、父亡き後に当主となる。武勇・知性ともに優れた野心家で、カイルの最大のライバルとなる。鷹揚な性格で、現在の王朝に失望しており、従軍の放棄や上官の命令無視など軍規違反が目立つ不良。民人すべてが安心して暮らせる国を目指し、エジプト王の座を狙っており、王と肩を並べて共に統治の出来る女を捜していた。が、ザナンザ皇子の暗殺から逃げ延びたユーリを助けたことで、ヒッタイト対エジプト開戦を回避させたユーリの才を目にし、妻にと熱望するようになる。以後、隙あらばユーリを攫ってはカイルの心を乱した。しかしユーリに対しては、懐妊した体を気遣ったり、第一子の流産で危篤状態に陥った折には自身の子だと偽って手厚い看護を受けさせたり、ネフェルティティとナキアの内通阻止で共闘するなど、何かと協力的。
ナイルデルタ方面の守備隊長から、ヒッタイトとの和平交渉後にハットゥサ駐屯部隊隊長に就任。ホレムヘブの即位後は将軍として、その見事な采配はヒッタイト対エジプト戦の勝敗を度々左右し、カイルを幾度となく追い詰めた。更にカイルとは「この男にだけは負けたくない」との思いから最終決戦中に、そのど真ん中で素っ裸での殴り合いになるまで闘い、遂に決着は物別れとなっている。
史実では、ホレムヘブの信頼を得て後継者となり、エジプト第19王朝を興すが、この時既に老人であった。そのことから作中では、ルサファが「そんな迂遠なやり方では、王位に就く頃には老人になっている」とラムセスを揶揄している。

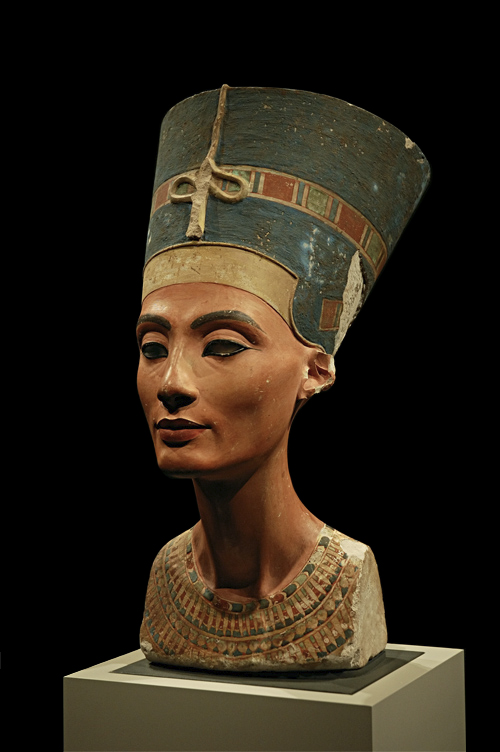
ネフェルティティの胸像

ネフェルティティ / タトゥーキア（ミタンニ時）
ミタンニ出身のエジプト王太后。
ミタンニ国王トゥシュラッタの王女として、オリエント一の美貌を謳われる。実弟マッティワザとは肉体関係も伴う相愛の仲だったが、黄金と引き換えに当時のエジプト王アメンホテプ3世の側室として嫁ぐ。夫の死後、義理の息子アメンホテプ4世の正妃となり、4世の死後も王太后としてツタンカーメン、アイ、ホレムヘブを次々と手玉に取り、エジプト王宮に絶大な権力を誇るが、敵国であったヒッタイト帝国のナキアと通じ、その証拠をラムセスに挙げられて失脚。
本作では、有名な胸像の瞳は、かつて彼女がエジプトへ嫁ぐ際にマッティワザへ送った黒玻璃のイヤリング。後にユーリの手を経て再びネフェルティティの元に戻り、胸像に使われた。しかし、イヤリングの片方は自身で割り、既に手元から失われていたために胸像は隻眼となっている。
ホレムヘブ
声 - 宗矢樹頼
エジプトの将軍で、ラムセスの上官。
王家の娘ムトノジメットを妻にしており、その縁で後にエジプト王となる。凡庸な人物であり、ラムセスには無能と内心ではバカにされ、王位を狙われている。
史実では有能な人物であり、ラムセスとの関係も良好なものであった。エジプト第18王朝最後の王。
ハトホル・ネフェルト
ラムセスの妹の一人。
やっとラムセスが結婚を決めたと屋敷に連れ帰ったユーリに好奇心を刺激され、エジプト滞在中、何かと世話を焼く。豊満な胸を惜し気なく晒し、ショートカットの金髪だが、普段は黒髪のソバージュヘアのカツラを着用している。さばさばした性格に情熱的な気性で、ラムセスには姉妹中一番鋭いと評され、互いに気も合う様子。ユーリとカイルの結婚式でホレムヘブ王の名代として祝賀の使者を務めるため、またルサファに求愛するためにヒッタイトを訪れる。しかし、死の瞬間までルサファの心はユーリに向いたままだった。
乳房を平気で露出する当時のエジプト人の風俗に忠実で、ヒッタイト人の男たちを慌てさせる。
タハルカ
エレファンティンの労働者。反乱軍の主要人物の一人。
労働者の待遇改善を役所に訴えて捕まり、処刑間近な黒髪の青年。ネフェルティティに捕まったラムセスを解放させようと動乱を起こしたユーリに助け出され、その見事な指揮に導かれ、瞬く間にテーベまで攻め寄せる。しかしラムセスを救出し、反乱軍のその後に目処が付いたことでエジプト脱出を図ったユーリが、ヒッタイトの人間だと聞き、自身が利用されていたことに気付いて激昂する。中途参戦ながらラムセスが反乱鎮圧の指揮を取ったことで処刑を免れ、ヒッタイト対エジプト最終決戦でラムセスに従軍。反乱中に心酔していただけにユーリへの恨みが深く、何度も命を狙う。

### ミタンニ
フルリ人によりその礎を築かれ、ワスガンニに首都を置く新興国。かつてはシュッピルリウマ1世の好敵手であったトゥシュラッタ王によって急速に力を付け、オリエント内でヒッタイトやエジプトと勢力を分ける強国となった。戦車部隊は、オリエント一との呼び声が高い。キッズワトナへ掛けた夜襲を期に、カイルが指揮するヒッタイトと争うようになる。
黒太子 マッティワザ / マッティワザ1世
声 - 堀内賢雄
「血の黒太子」と恐れられる、ミタンニのトゥシュラッタ王の王太子。ネフェルティティ（タトゥーキア）の最愛の弟。
長く黒々としたウェーブヘアをなびかせ、黒衣に身を包む冷酷非情の暴君。攻め落とした国は、女子供構わずその戦車で蹂躙していた。しかしエジプトへの輿入れで強欲な権力者のネフェルティティへと変貌を遂げたタトゥーキアへの幻滅を口にしながら、黒玻璃のイヤリングの片方を形見として額飾りにしていたり、後宮内の姉の元部屋（青鹿の間）への立ち入りを厳禁とするなど、ずっと姉を忘れられず、28人の側室を持ちながらも正妃を置いていない。ヒッタイトによるミタンニ陥落で、ナディアの真摯な愛に気付き、その祖国バビロニアへ亡命することを承諾する。後にカイルの恩赦でミタンニの再建と即位を許され、新国王としてヒッタイトの藩属国となり、エジプトとの最終決戦では重要な戦力となる。
ナディア
バビロニア王家出身の、マッティワザの側室。ナキアの妹。
ムルシリ1世の侵略で弱体化していたバビロニアを、ミタンニの侵略から護るという父の命で嫁ぐも、マッティワザを心から愛してしまう。そのためにウルヒと共謀し、新たに側室となったユーリを殺そうとして失敗。ヒッタイトによるミタンニの陥落にもマッティワザへの追従を迷わず、カイルの恩赦までバビロニアにて匿う。マッティワザとの間に、第1王女と第2王子の2人の子をもうける。
マットゥアラ
新ミタンニ王国の王太子であり、マッティワザの息子。
胸まで届く黒いウェーブヘアを、脇で一纏めにした青年。カイルとユーリの結婚式に、マッティワザの名代として臨席する。

### その他の王族
アレキサンドラ
声 - 菊地祥子
アルザワ女王の第1王女。レオニダスの姉。
内巻きの豊かな髪を、高くポニーテールで結い上げた少女。ヒッタイトの西隣りに位置し、エーゲ海に面した豊かな海洋貿易国家アルザワとの講和直前に女王より、男と思い込んでいたヒッタイト軍の指揮官を懐柔するための側室として遣わされる。そこで対面したユーリの人柄に感銘を受け、「おねえさま」と呼んでヒッタイトに滞在するほどにユーリを慕うようになる。そのために一時はカイルの正妃候補にもされるが、客人ながらヒッタイト皇族の継承争いやエジプト戦にユーリの味方としてタッチし、後にジュダの正妃となって、息子ジュダ・ウルヒリンを儲ける。
レオニダス
アルザワの王太子。アレキサンドラの弟。
脇髪だけ長く伸ばし、三つ編みにした少年。父王の崩御後にその幼さから成人を待たれており、母である前王妃が中継ぎとして女王の座に就いていたが、ある日突然ベイジェルに侵攻し、友好国であったはずのヒッタイトに牙を剥いた。ユーリによる講和成立後は藩属国の一つとして、カイルとユーリの結婚式にも祝賀の使者として臨席した。
イシン・サウラ
バビロニア王のクリガニス2世の王女で、ナキアの姪。カイルの7人の正妃候補の1人。
長いウェーブヘアに、ナキアに似た美しい顔立ちの姫。居丈高な性格だがナキアとは違い、カイルを一目見て気に入り、正妃の座をナキアに強請るなど非常に他力本願な箱入り娘である。アクシャムやウーレに続いて刺殺され、その遺体が発見されたカイルとトゥルグ・ニラリの会談の場でユーリも一緒に見つかったことから、殺害の容疑はユーリに掛けられてしまう。
アッダ・シャルラト
声 - 清水みな
アッシリアのアッシュルウバリット王の王女。カイルの7人の正妃候補の1人。
冷静にカイルの後宮を見つめる女性。同じように正妃候補となるべく招かれた姫達とは違い、王家に生まれた者なら政略結婚は当然と受け止め、「正妃に必要なものは寵愛ではなく信頼と同盟」という自身の心得や後宮の勢力図に関する分析を示し、ユーリの器量も認めていた。その冷静さや聡明さから、ヒッタイト宮廷内での会議では元老院の圧倒的な支持を受けてカイルの正妃に推挙される。ナキアも、姪のイシン・サウラではなくアッダ・シャルラトの立后を認めたが、既にユーリの立后を決心していたカイルは、鉄の輸出量問題を口実に一蹴する。後宮での連続殺人事件解決後に出番はないが、外伝でユーリが書簡の送り先として、アッダ・シャルラト姫の名を挙げている。

### 現代日本
氷室聡（ひむろ さとし）
声 - 関智一
夕梨のクラスメイト。中学3年間を友人として過ごしていたが、物語冒頭で夕梨のファーストキスの相手となる。後に考古学者となり、“イシュタル文書”を発掘する。
鈴木鞠絵（すずき まりえ）
夕梨の姉。眼鏡をかけている。
鈴木詠美（すずき えいみ）
夕梨の妹。夕梨を「夕ちゃん」と呼ぶ。後に氷室の妻となり、研究をサポートする。

### 外伝
デイル・ムワタリ / ムワタリ2世
声 - 高山みなみ
カイルとユーリの第1皇子。ムルシリ2世時代の皇太子。
ユーリ立后の年に生まれ、少年時代は黒髪の有能でハンサムな皇太子と噂された。父であるカイルの死で即位した後、カディシュの戦いに参戦。正妃は子に恵まれず、側室トゥーイとの間に生まれた庶子ウルヒ・テシュプ（ムルシリ3世）が皇位を継ぐ。
トゥーイ
ユスラ族の生き残りで、カッパドキアの娼館の下働き。
娼館の下働きから娼婦にさせられ掛けたことで、初恋相手や両親への思慕から逃げ出して捕まった所をカッパドキアに調べ物にやって来たユーリに助けられる。その縁でデイル・ムワタリと出会い、側室となりウルヒ・テシュプを生む。
ヤズ＆キシュ
声 - 豊嶋真千子＆岡田優香
デイルの側近。キックリとリュイ＆シャラの双子の息子。
デイルとは同い年で、フワフワのショートカットにそばかすの浮いた顔に糸目の、そっくりな双子。
ピア・ハスパスルピ
カイルとユーリの第2皇子。兄弟の中では一人だけ金髪。
シン・ハットゥシリ / ハットゥシリ3世
カイルとユーリの末っ子の、第3皇子。ユーリ・ナプテラの父。
兄デイルの死後に即位した甥のウルヒ・テシュプとの皇位継承争いに勝利し、即位。デイルも参戦したカディシュの戦いを、正妃プドゥヘパとの間にもうけた長女ユーリ・ナプテラをラムセス2世へ嫁がせることで平和条約締結に導いた。帝国は最盛期を迎えたが、これを境に荒廃の道を辿ることになる。くせのない黒髪の壮年の男性。
ユーリ・ナプテラ
シン・ハットゥシリの第1皇女。ユーリの孫の一人。
明るく長いウェーブヘアの活動的な少女。カディシュ条約によりラムセス2世の花嫁として育てられ、本人もそれを強く自覚している。国の現状を憂い「皇族だからこそ、学べるだけ学ぶ」という祖母のユーリの言葉に従って、身分を伏せ市井に混じることで、祖母以来の伝統である民の暮らしを実際に体感する。その最中、ひょんなことで宿を貸したマリパスからの求愛に土壇場で応え、東方を目指して駆け落ちした。父のシン・ハットゥシリ曰く、祖母のユーリに性格がそっくりであるとのこと。
マリパス
ラムセス2世の第27王子。
奴隷として売られ、一夜だけの寵愛を受けてマリパスを生んだウガリット出身の母により、一見するとエジプト人には見えない肌色と黒髪をした青年。それを利用し、カナンで操船術を学び、ヒッタイトから製鉄技術を盗んだ。ラムセス2世到着までのユーリ・ナプテラの接待役として、花嫁引き渡しの場であったカディシュに現れるが、事前に街で出逢ったユーリ・ナプテラに惹かれ、2人で東方を目指して駆け落ちした。
エイミ・ハクピッサ / マーホル・ネフェル・ラー
マリエ・イナンナとジュダ・ウルヒリンの娘。ユーリの孫の一人。ナキアの曾孫でもある（父ジュダ・ウルヒリンがナキアの孫）。
ストレートの長い黒髪が美しい、ユーリ・ナプテラの従姉妹。エジプトに輿入れするユーリ・ナプテラと初めて会い、王妃になるために日々研鑽を積んでいた様を間近で目にして、自らの使命について考え始める。カディシュでの引渡しにも同行し、ユーリ・ナプテラとマリパスが想い合っていることを知ってしまうが沈黙。2人が消えてパニックになった宮廷で、自ら身代わりになることを申し出る。エジプト名は、嫁ぐ際にラムセス2世から与えられたもの。“エイミ”は、ユーリの実妹の名前から。
マリエ・イナンナ
カイルとユーリの第1皇女。エイミ・ハクピッサの母。
“マリエ”は、ユーリの実姉の名前から。従兄弟であるジュダ・ウルヒリンと結婚。ウェーブの黒髪をした聡明な貴婦人。
ジュダ・ウルヒリン
ジュダ・ハスパスルピの息子。エイミ・ハクピッサの父。ナキアの孫でもある。
父と同じカルケミシュ知事を務める。ソバージュした父譲りの金髪を肩まで伸ばし、口髭を蓄えた初老の男性。
アーシャ / アサティルワ・バーニ
イル・バーニの孫。ユーリ・ナプテラの教師。
長髪で常に額当てをした、切れ者と名高い学者。マリエ・イナンナを始め、ヒッタイト宮廷の重鎮達から絶大な信頼を得ている。幼馴染みでもあったユーリ・ナプテラを気に掛け、マリパスとの旅立ちを見送る。

## ドラマCD
ファーストシーズン
- 天は赤い河のほとり サウンドシアター1 1997年12月17日
- 天は赤い河のほとり サウンドシアター2 1998年5月20日
- 天は赤い河のほとり サウンドシアター3 1998年11月18日
- 天は赤い河のほとり サウンドシアター4 1999年5月19日
- 天は赤い河のほとり サウンドシアター5 2000年2月17日
- 天は赤い河のほとり サウンドシアター6 2000年7月19日

セカンドシーズン
- 天は赤い河のほとり サウンドシアター7 2002年7月24日
- 天は赤い河のほとり サウンドシアター8 2003年2月19日
- 天は赤い河のほとり サウンドシアター Complete Collection CD
- 天は赤い河のほとり サウンドシアター【番外編】キックリの一日 2002年9月1日
※天は赤い河のほとり スペシャルBOX封入 オリジナルドラマCD

### キャスト
メイン
| 役名                         | ファーストシーズン          | セカンドシーズン 7 | セカンドシーズン 8 | 番外編     |
| ---------------------------- | --------------------------- | ------------------ | ------------------ | ---------- |
| ユーリ・イシュタル 鈴木 夕梨 | 高山みなみ                  | 高山みなみ         | 高山みなみ         | 高山みなみ |
| カイル・ムルシリ ムルシリ2世 | 井上和彦                    | 井上和彦           | 井上和彦           | 井上和彦   |
| ウセル・ラムセス             | 関俊彦                      | -                  | 子安武人           |            |
| ナキア皇妃                   | 山口由里子                  | 山口由里子         | 渡辺美佐           |            |
| ウルヒ・シャルマ             | 鳥海勝美                    | 櫻井孝宏           | 櫻井孝宏           |            |
| イル・バーニ                 | 佐山陽規                    | 佐山陽規           | 佐山陽規           | 佐山陽規   |
| キックリ                     | 関智一                      | 関智一             | 関智一             | 関智一     |
| ハディ                       | 折笠愛                      | 魏涼子             | 福森香織           | 魏涼子     |
| リュイ                       | 千葉千恵巳                  | 豊嶋真千子         | 木曽川美和         | 豊嶋真千子 |
| シャラ                       | 藤川由紀子                  | 藤川由紀子         | 石塚実幸           | 藤川由紀子 |
| ウルスラ                     | 永島由子                    |                    |                    |            |
| ルサファ                     | 渋谷茂                      | 渋谷茂             | 高塚正也           |            |
| カッシュ                     | 遊佐浩二                    | 遊佐浩二           | 石川英郎           | 遊佐浩二   |
| ミッタンナムワ               | 坂口賢一                    | 坂口賢一           | 竹本英史           | 坂口賢一   |
| シュバス弓兵隊長             | -                           | -                  | 平川大輔           |            |
| アレキサンドラ               | 菊地祥子                    | 菊地祥子           | 菊地祥子           |            |
| ナレーション                 | 1～2：佐山陽規 3～6：関智一 | 関智一             | 子安武人           | 関智一     |

その他
| 役名                           | ファーストシーズン | セカンドシーズン 7 | セカンドシーズン 8       |
| ------------------------------ | ------------------ | ------------------ | ------------------------ |
| シュッピルリウマ1世            | 玄田哲章           |                    |                          |
| 第4皇子 ザナンザ・ハットゥシリ | 緑川光             |                    |                          |
| 第6皇子 ジュダ・ハスパスルピ   | 大谷育江           |                    |                          |
| 第5皇子 マリ・ピアシュシュリ   | -                  | -                  | 福山潤                   |
| 新皇帝 アルヌワンダ2世         | 高瀬右光           |                    |                          |
| ティト                         | 結城比呂           |                    |                          |
| タロス アリンナ族長            | 糸博               |                    |                          |
| ズワ                           | 小関一             |                    |                          |
| 黒太子 マッティワザ            | 堀内賢雄           |                    |                          |
| ダナ将軍                       | 岸野幸正           |                    |                          |
| ホレムヘブ将軍                 | 宗矢樹頼           |                    |                          |
| アルザワ女王                   | 小木田美恵         |                    |                          |
| アルザワ軍隊長                 | 永野広一           |                    |                          |
| 氷室 聡                        | 関智一             |                    |                          |
| 鈴木 鞠絵                      | 山口由里子         |                    |                          |
| 夕梨の父                       | 玄田哲章           |                    |                          |
| アリンナ市長                   | 玄田哲章           |                    |                          |
| 第2皇子 ロイス・テリピヌ       | 鈴木琢磨           |                    |                          |
| 元老院議員                     | 鈴木琢磨           |                    |                          |
| マラティア太守                 | 鈴木琢磨           |                    |                          |
| アイギル                       | -                  | 岐部公好           |                          |
| ギュゼル                       | -                  | 石塚実幸           |                          |
| セルト                         | -                  | 前川優子           |                          |
| サバーハ                       | -                  | 木曽川美和         |                          |
| アクシャム                     | -                  | 長崎可苗           |                          |
| アッダシャルラト               | -                  | 清水みな           |                          |
| トゥルグニラリ                 | -                  | 松本吉朗           |                          |
| ヒンティ                       | -                  | 沙倉ゆみ           |                          |
| サウンドシアター7 元老院議員2  | -                  | 宮本克哉           |                          |
| サウンドシアター2 兵士         | 井上隆之、櫻井孝宏 |                    |                          |
| サウンドシアター8 兵士         | -                  | -                  | 藤井孝行（民衆1） 狭間亮 |

番外編にのみ登場
| 役名                    | 声優名     |
| ----------------------- | ---------- |
| 皇太子 デイル・ムワタリ | 高山みなみ |
| ヤズ                    | 豊嶋真千子 |
| キシュ                  | 岡田優香   |
| 兵士1                   | 藤井孝行   |
| 兵士2                   | 竹島宏     |

### 主題歌
ファーストシーズン
- テーマソング　「運命の果て」
歌 - 佐山陽規

- 「涙という名の宝石」
歌 - 高山みなみ

セカンドシーズン
- テーマソング　「天は赤い河のほとり」
歌 - 伊藤奈央 in FIX

- 「髪も瞳もくちびるも　ずっと」
歌 - 長崎可苗

## 舞台

### 宝塚歌劇
2018年3月16日から宝塚大劇場で、5月11日から東京宝塚劇場で宙組により上演された。この公演は、新トップコンビ真風涼帆と星風まどかの大劇場お披露目公演となっており、Sho-Comi創刊50周年記念事業の一環として上演された。鈴木夕梨が中学3年生から高校生に設定が変わっているなど、原作版とは多少違う部分もある。この作品を収録したBlu-ray版とDVD版もある。
| 主な配役         | 主な配役           | 主な配役                 | 本公演     | 新人公演   |
|                  |                    | カイル・ムルシリ         | 真風涼帆   | 鷹翔千空   |
| ユーリ／鈴木夕梨 | 星風まどか         | 天彩峰里                 |            |            |
| ウセル・ラムセス | 芹香斗亜           | 優希しおん               |            |            |
| ヒッタイト       |                    | ウルヒ・シャルマ         | 星条海斗   | 瑠風輝     |
| ヒッタイト       | ウルヒ［少年時代］ | 真名瀬みら               | 碧咲伊織   |            |
| ヒッタイト       | 皇族               | ナキア                   | 純矢ちとせ | 華妃まいあ |
| ヒッタイト       | 皇族               | ナキア［少女時代］       | 華妃まいあ | 花宮沙羅   |
| ヒッタイト       | 皇族               | シュッピルリウマ1世      | 寿つかさ   | 風輝駿     |
| ヒッタイト       | 皇族               | サリ・アルヌワンダ       | 星吹彩翔   | 琥南まこと |
| ヒッタイト       | 皇族               | ロイス・テリピヌ         | 春瀬央季   | 雪輝れんや |
| ヒッタイト       | 皇族               | ザナンザ・ハットゥシリ   | 桜木みなと | 真名瀬みら |
| ヒッタイト       | 皇族               | マリ・ピアシュシュリ     | 七生眞希   | 鷺世耀     |
| ヒッタイト       | 皇族               | ジュダ・ハスパスルピ     | 風色日向   | なつ颯都   |
| ヒッタイト       | 皇族               | ネピス・イルラ           | 結乃かなり | 水音志保   |
| ヒッタイト       | 側近               | イル・バーニ             | 美月悠     | 希峰かなた |
| ヒッタイト       | 側近               | キックリ                 | 凛城きら   | 穂稀せり   |
| ヒッタイト       | 女官               | ハディ                   | 天彩峰里   | はる香心   |
| ヒッタイト       | 女官               | リュイ                   | 水音志保   | 夢白あや   |
| ヒッタイト       | 女官               | シャラ                   | 花宮沙羅   | 栞菜ひまり |
| ヒッタイト       | 兵士               | ルサファ                 | 蒼羽りく   | 潤奈すばる |
| ヒッタイト       | 兵士               | カッシュ                 | 和希そら   | 愛海ひかる |
| ヒッタイト       | 兵士               | ミッタンナムワ           | 留依蒔世   | 惟吹優羽   |
| ヒッタイト       | 兵士               | シュバス                 | 瑠風輝     | 風色日向   |
| ヒッタイト       | 兵士               | ゾラ                     | 優希しおん | 凰海るの   |
| ヒッタイト       |                    | ティト                   | 愛海ひかる | 亜音有星   |
| ヒッタイト       | タロス             | 風馬翔                   | 澄風なぎ   |            |
| ミタンニ         | ミタンニ           | ネフェルティティ         | 澄輝さやと | 遥羽らら   |
| ミタンニ         | ミタンニ           | タトゥーキア             | 夢白あや   | 陽雪アリス |
| ミタンニ         | ミタンニ           | 黒太子マッティワザ       | 愛月ひかる | 若翔りつ   |
| ミタンニ         | ミタンニ           | マッティワザ［少年時代］ | 鷹翔千空   | 琉稀みうさ |
| エジプト         | エジプト           | ネフェルト               | 遥羽らら   | 雪乃かさり |
| エジプト         | エジプト           | ハトホル                 | 美風舞良   | 小春乃さよ |
| エジプト         | エジプト           | トトメス                 | 松風輝     | 湖風珀     |
| エジプト         | エジプト           | ホレムヘブ将軍           | 朝央れん   | なつ颯都   |
| 現代             | 現代               | 氷室聡                   | 希峰かなた | 琉稀みうさ |
| 現代             | 現代               | 詠美                     | 天瀬はつひ | 星風まどか |

## 書籍情報

### 単行本
- 篠原千絵 『天は赤い河のほとり』 小学館〈少コミフラワーコミックス〉、全28巻
  1. 1995年5月26日発売、ISBN 4-09-136501-9
  2. 1995年8月21日発売、ISBN 4-09-136502-7
  3. 1995年11月25日発売、ISBN 4-09-136503-5
  4. 1996年3月26日発売、ISBN 4-09-136504-3
  5. 1996年6月26日発売、ISBN 4-09-136505-1
  6. 1996年9月26日発売、ISBN 4-09-136506-X
  7. 1996年11月26日発売、ISBN 4-09-136507-8
  8. 1997年2月26日発売、ISBN 4-09-136508-6
  9. 1997年5月26日発売、ISBN 4-09-136509-4
  10. 1997年8月22日発売、ISBN 4-09-136510-8
  11. 1997年11月26日発売、ISBN 4-09-137381-X
  12. 1998年2月24日発売、ISBN 4-09-137382-8
  13. 1998年5月26日発売、ISBN 4-09-137383-6
  14. 1998年8月22日発売、ISBN 4-09-137384-4
  15. 1998年11月26日発売、ISBN 4-09-137385-2
  16. 1999年3月26日発売、ISBN 4-09-137386-0
  17. 1999年6月26日発売、ISBN 4-09-137387-9
  18. 1999年9月25日発売、ISBN 4-09-137388-7
  19. 1999年12月14日発売、ISBN 4-09-137389-5
  20. 2000年3月25日発売、ISBN 4-09-137390-9
  21. 2000年6月26日発売、ISBN 4-09-138021-2
  22. 2000年10月26日発売、ISBN 4-09-138022-0
  23. 2001年2月24日発売、ISBN 4-09-138023-9
  24. 2001年5月26日発売、ISBN 4-09-138024-7
  25. 2001年8月23日発売、ISBN 4-09-138025-5
  26. 2001年12月20日発売、ISBN 4-09-138026-3
  27. 2002年3月23日発売、ISBN 4-09-138038-7
  28. 2002年7月26日発売、ISBN 4-09-138027-1

### 文庫版
- 篠原千絵 『天は赤い河のほとり』 小学館〈小学館文庫〉、全16巻
  1. 2006年10月14日発売、ISBN 4-09-191751-8
  2. 2006年10月14日発売、ISBN 4-09-191752-6
  3. 2006年11月15日発売、ISBN 4-09-191753-4
  4. 2006年11月15日発売、ISBN 4-09-191754-2
  5. 2006年12月15日発売、ISBN 4-09-191755-0
  6. 2006年12月15日発売、ISBN 4-09-191756-9
  7. 2007年1月13日発売、ISBN 978-4-09-191757-7
  8. 2007年1月13日発売、ISBN 978-4-09-191758-4
  9. 2007年2月15日発売、ISBN 978-4-09-191759-1
  10. 2007年2月15日発売、ISBN 978-4-09-191760-7
  11. 2007年3月15日発売、ISBN 978-4-09-191771-3
  12. 2007年3月15日発売、ISBN 978-4-09-191772-0
  13. 2007年4月14日発売、ISBN 978-4-09-191773-7
  14. 2007年4月14日発売、ISBN 978-4-09-191774-4
  15. 2007年5月15日発売、ISBN 978-4-09-191775-1
  16. 2007年5月15日発売、ISBN 978-4-09-191776-8

### 外伝小説
- 篠原千絵（原作・イラスト）、小学館〈ルルル文庫〉、既刊5巻（2010年6月25日現在）
  - 『天は赤い河のほとり外伝 〜魔が時代の黎明〜』＜スピンオフ1作目＞ 2007年5月29日初版第1刷発行（同年5月24日発売）、ISBN 978-4-09-452006-4
  - 『天は赤い河のほとり外伝 〜続 魔が時代の黎明〜』＜スピンオフ1作目＞ 2007年9月5日初版第1刷発行（同年8月31日発売）、ISBN 978-4-09-452020-0
  - 『天は赤い河のほとり外伝 朔の月』＜スピンオフ2作目＞ 2008年10月6日初版第1刷発行（同年10月1日発売[16]）、ISBN 978-4-09-452063-7
  - 『天は赤い河のほとり外伝 眉月』＜スピンオフ2作目＞ 2010年1月31日初版第1刷発行（同年1月26日発売）、ISBN 978-40-9-452144-3
  - 『天は赤い河のほとり外伝 上弦』＜スピンオフ3作目＞ 2010年6月30日初版第1刷発行（同年6月25日発売）、ISBN 978-40-9-452158-0

### 複製原画／イラスト集
- 篠原千絵『イシュタル』 1999年2月24日発売、ISBN 4-09-199613-2

### FANBOOK
- 篠原千絵 著／キャラメル・ママ 企画・構成『天は赤い河のほとりファンブック〜イシュタル文書〜』 2002年7月26日発売、ISBN 4-09-135782-2

### 関連書籍
- 大村幸弘・篠原千絵 共著　『ヒッタイトに魅せられて 考古学者に漫画家が質問！！ 』 2022年 ISBN 978-4-634-15190-1